# 雷 (印第安納州和密歇根州)
雷是位於美國印地安納州斯托本縣及密歇根州布蘭奇縣的一個非建制地區。

## 地理
雷所處的海拔為高於海平面329米（即1079英呎），而該地所採用的時區為UTC-5，即北美東部時區（EST）。同時該地設有夏令時間，為UTC-5調快一小時，即UTC-4（EDT）。